# Hisham ibn Abd al-Rahman
Hishām ibn ʿAbd al-Rahmān, detto al-Ridāʾ, "di cui si è soddisfatti" (in arabo هشام بن عبد الرحمن الداخل‎?; Cordova, 1º marzo 757 – Cordova, 17 aprile 796), fu il secondo Emiro indipendente di al-Andalus, dal 788 al 796.

## Origine
Hishām era il figlio maschio terzogenito del primo emiro indipendente di Cordova ʿAbd al-Rahmān I, della famiglia degli omayyadi e di una moglie o concubina, detta Hulal (o Djemàl), come riportano il Journal Asiatique Cinquieme Serie Tome.8 e la Histoire de l'Afrique et de l'Espagne (Hulal o Djemàl).
ʿAbd al-Rahmān I era figlio di Muʿāwiya ibn Hishām e di una sua concubina berbera, di nome Ra'ha, ed era nipote del califfo Hishām ibn ʿAbd al-Malik che resse l'impero islamico per quasi vent'anni tra il 724 e il 743 e principe della dinastia regnante degli Omayyadi del califfato di Damasco.

Gli ascendenti e i discendenrti di entrambi sono citati nella Histoire des Almohades / d'Abd el- Wâh'id Merrâkechi.

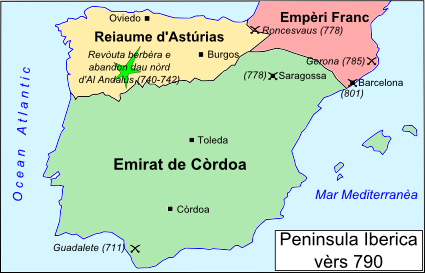
La penisola iberica, durante l'emirato di Hisham ibn Abd al-Rahman

## Biografia
Secondo la Histoire de l'Afrique et de l'Espagne, Hisham era nato nel 757.

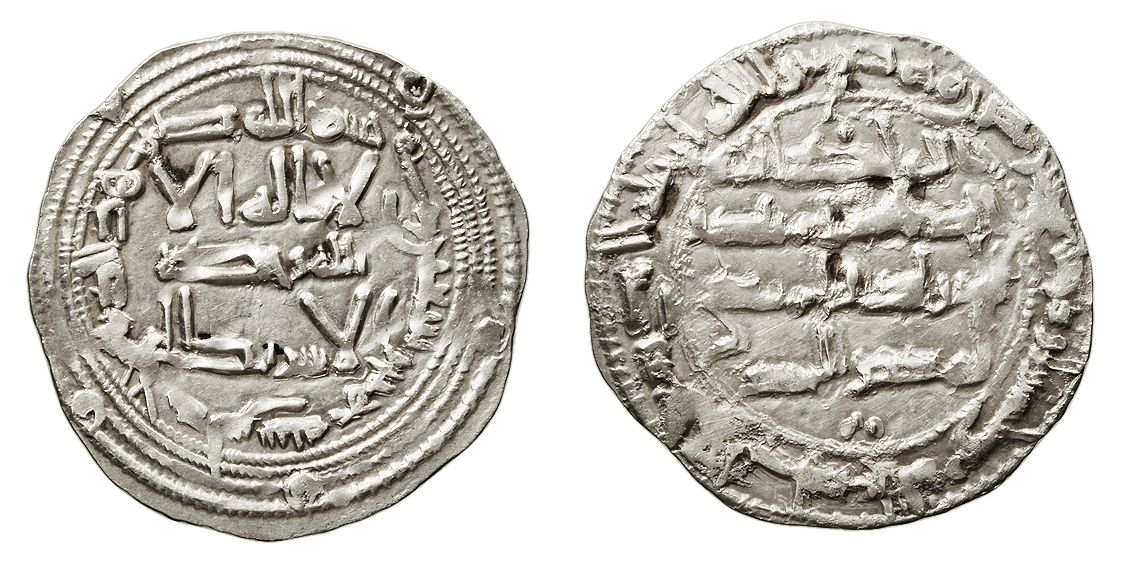
Dirham di Hisham I, emiro di Cordova. In argento. Anno 175 del Calendario islamico (793/794)

Succeduto al padre il suo regno fu assai meno agitato di quello del padre, continuamente assorbito dalle preoccupazioni e dalle cure civili e militari che gli erano derivate dalla sua opera di edificazione del proprio dominio, tanto contro gli avversari interni quanto contro i nemici esterni.
L'assunzione di potere avvenne ai danni del fratello Sulaymān (citato assieme a Hisham nel Journal Asiatique Cinquieme Serie Tome.8) ma sembra che lo stesso loro padre avesse decretato che a prendere il suo posto sarebbe stato quello dei due figli che fosse arrivato più rapidamente a Cordova dalle province in cui si trovavano per affinare la loro esperienza di governo. Sulaymān era a Toledo e Hishām a Mérida e quest'ultimo fu il più lesto a presentarsi nel Palazzo omayyade dell'Alcazar per assumere il suo rango e le sue funzioni; secondo la Histoire de l'Afrique et de l'Espagne arrivò dopo sei giorni.

Ciò non significò che Sulaymān accettasse supinamente quanto avvenuto ma la sua reazione militare fu facilmente stroncata dapprima dal fratello nella regione di Jaén e poi nel 789 con l'assedio di Toledo in cui Sulaymān e un altro fratello ʿAbd Allāh si erano asserragliati, chiamando alla rivolta il Paese di al-Andalus. I due fratelli si dovettero arrendere e furono generosamente esiliati in Nordafrica; anche Spagna musulmana e Portogallo: una storia politica di al-Andalus riporta questo avvenimento e inoltre riporta che Sulaymān ricevette dal fratello 60.000 dinari e promise di non fare più ritorno in al-Andalus.
Nel nord dell'emirato ebbe come alleato Musa ibn Fortun, della famiglia dei Banu Qasi.
Durante il suo regno si formò in oriente la scuola giuridica di Mālik ibn Anas; Hishām I, sollecitato dalle lodi di Mālik, si prodigò a diffonderne le dottrine, scegliendo giudici e giurisperiti tra chi aderiva al suo madhhab. Alla sua morte la scuola giuridica cui apparteneva la maggior parte dei fuqahāʾ (esperti di diritto canonico), era già molto diffusa, come riporta lo storico Rafael Altamira.
Sul fronte esterno l'Emiro non allentò la sua pressione nei confronti dei cristiani Asturiani, all'epoca retti da Bermudo I. Nel 791 i musulmani andalusi colpirono le regioni dell'Álava e ancora qui essi tornarono l'anno seguente, come riporta la Historias de Al-Andalus, por Aben-Adhari de Marruecos, Volume 1.

Nel 794 però i guerrieri di Alfonso II decimarono una compagine andalusa e la rivincita musulmana si ebbe l'anno dopo, allorché l'amīr ʿAbd al-Karīm ibn Mughīt razziò l'Astorga, mettendo in rotta Alfonso II, come riporta La web de las biografias.

Senza successo si era conclusa invece, nel 793, una campagna in Settimania, con il tentativo arabo di impadronirsi di Narbona dopo che Gerona (che nel 785 si era consegnata ai Franchi) era stata presa ed occupata); però, nonostante Narbona non fosse caduta, un risultato assai positivo per le armi islamiche lo si ebbe, ai danni dei Franchi del duca di Tolosa, Guglielmo di Gellone (Guillaume-au-Court-Nez) per il fatto che i prigionieri franchi furono numerosissimi e per lo più costoro furono venduti come schiavi sui mercati di al-Andalus.

L'anno seguente i Franchi, passati i Pirenei, dopo la riconquista di Gerona, effettuarono un'avanzata vittoriosa verso occidente, occupando territori e fortificandoli in molti punti. Nel 795 Carlo Magno costituì la marca di Spagna, come riporta lo storico Gerhard Seeliger.
Il 17 aprile 796 Hishām I morì designando come suo successore il secondogenito al-Hakam, a scapito del primogenito ʿAbd al-Malik, come riporta la Histoire de l'Afrique et de l'Espagne.
La Histoire des Almohades / d'Abd el- Wâh'id Merrâkechi riporta che fu un uomo pio e giusto che conduceva una vita ritirata quasi da anacoreta e che distribuiva molte elemosine.

Durante il suo regno fu iniziata la costruzione della moschea di Cordova e furono eseguite molte opere pubbliche tra cui il ponte sul Guadalquivir sempre a Cordova, come riporta il Diccionario biográfico español, Real Academia de la Historia.

### Famiglia
ʿAbd al-Raḥmān undici figli (sei maschi e cinque femmine), tra cui il suo successore, nato da una sua moglie o concubina, Zokhrouf:
- al-Hakam I, nato a Cordova nel 770, a 26 anni divenne il terzo emiro[18].

### Fonti primarie
- (FR)  Journal Asiatique Cinquieme Serie Tome.8
- (FR)  Histoire des Almohades / d'Abd el- Wâh'id Merrâkechi
- (FR)  #ES Histoire de l'Afrique et de l'Espagne, Volume 2
- (EN)  #ES Spagna musulmana e Portogallo: una storia politica di al-Andalus

### Letteratura storiografica
- Rafael Altamira, il califfato occidentale, in «Storia del mondo medievale», vol. II, 1999, pp. 477–515.
- Gerhard Seeliger, Conquiste e incoronazione a imperatore di Carlomagno, in «Storia del mondo medievale», vol. II, 1999, pp. 358–396.